# Arruda mutilata
Arruda mutilata is een hooiwagen uit de familie Gonyleptidae. De wetenschappelijke naam van Arruda mutilata gaat terug op Mello-Leitão.